# Sezon na misia
Sezon na misia (ang. Open Season, 2006) – amerykański film animowany, familijny wyprodukowany przez Sony Pictures Animation. Film został zrealizowany w technologii 3-D. 23 stycznia 2009 roku w polskich kinach miała premierę kontynuacja filmu: Sezon na misia 2. Premiera filmu w polskich kinach odbyła się 13 października 2006 roku z dystrybucją UIP. Film wyemitowany w telewizji na kanałach: Telewizja Polsat, Polsat Film, Super Polsat i AXN, AXN Spin.
Na kanałach Telewizji Polsat dostępne są dwie wersje z udogodnieniem: Audiodeskrypcja i napisy dla niesłyszących.
Lektorem audiodeskrypcji filmowej jest Paweł Straszewski, wyłącznie na kanałach Telewizji Polsat.

## Streszczenie fabuły
Boguś to oswojony niedźwiedź grizzly. Wiedzie on sielskie życie u boku gajowej Beth i występuje w miejscowym amfiteatrze. Sypia w garażu, przytulony do pluszowego misia-maskotki. Pewnego dnia kłusownik Shaw przywozi do miasteczka nieprzytomnego jelenia, któremu brakuje jednego poroża. Boguś uwalnia go, a Shaw poprzysięga mu za to zemstę.
Nocą ocalony jeleń Eliot (bo takie ma imię) namawia Bogusia, żeby razem udali się na wyprawę do miasteczka. Eliot kusi misia batonikami. W miasteczku pustoszą supermarket. Na szczęście Eliot zdoła uciec, ale Boguś, na którego słodycze działają jak na ludzi alkohol, "upija się" do nieprzytomności i nie jest w stanie uciec, gdy pojawia się szeryf Gordy. Beth, która dawno już powinna wywieźć Bogusia do lasu, żeby żył w swym naturalnym środowisku, solennie obiecuje szeryfowi, że zrobi to po zamknięciu sezonu myśliwskiego.
Następnego dnia miś ma znów wystąpić w amfiteatrze. Męczy go "kac" po nocnych ekscesach. Nagle za kulisy wpada Eliot, którego znów ściga Shaw. Jeleń usiłuje się ukryć, Boguś, zdenerwowany na niego o wczorajsze kuszenie, chce go wygnać. Rzucane na teatralną kurtynę cienie ich szamotaniny sprawiają wrażenie, że dziki niedźwiedź rozdziera jelenia w strzępy. Wśród publiczności wybucha panika. Shaw chce skorzystać z okazji, aby zabić "niebezpieczne zwierzę". Na szczęście Beth kładzie kres awanturze, usypiając misia i jelenia specjalnymi nabojami. Helikopterem wywozi obu wysoko w góry, z daleka od miasta i terenów łowieckich.
Po obudzeniu Boguś chce za wszelką cenę wrócić do miasta. Ma nadzieję, że z wierzchołka drzewa wypatrzy kierunek. Zostaje jednak przegoniony przez gromadę agresywnych wiewiórek, obrzucających go szyszkami. Szuka drogi sam, nie chce mieć już nic więcej do czynienia z Eliotem. Ten jednak twierdzi, że zna drogę do miasta, zaprowadzi misia do domu przed otwarciem sezonu łowieckiego, ale pod warunkiem, że zamieszkają tam razem. Boguś niechętnie się zgadza.
W drodze spotykają stado Eliota. Okazuje się, że jelonek został wygnany przez przywódcę stada, Iana, za to, że zainteresował się (i to z wzajemnością) jedyną łanią w stadzie, Gizelą. Wieści już się rozeszły, jelenie drwią z niedźwiedzia, którego przegoniły wiewiórki i który chodzi z pluszowym misiem. Podobne szyderstwa Boguś słyszy od bobrów, które budują tamę. Wędrując, poznają też jeżozwierza, dwie panie skunksowe (Marię i Różę) oraz dwa kaczory (Sergiej i Deni), opłakujące swych towarzyszy wystrzelanych przez myśliwych.
Kłusownik Shaw krąży po okolicy, szukając zemsty na misiu i jeleniu. Święcie wierzy w to, że zwierzęta całego świata zawiązały spisek, mający na celu obalenie ludzkiej cywilizacji i zaprowadzenie własnej. Eliot i Boguś jawią mu się jako ważne ogniwa spisku; wszystkie zwierzęta należy wystrzelać. W lesie poznaje dziwaczną parkę, Boba i Bobbie oraz ich jamnika Kabanosa. Usiłuje ich przekonać do istnienia zwierzęcego spisku i ostrzega przez zdradzieckim jamnikiem. Dowiaduje się, że Bob i Bobbie szukają w okolicy Homusa Skoczusa, miejscową odmianę Yeti. Uznaje ich za wariatów i rezygnuje z rozmowy.
Następnego dnia okazuje się, że Eliot nie ma pojęcia, jak trafić do miasteczka i cały czas krąży w kółko. Boguś odkrywa to, gdy po raz drugi trafiają na bobrzą tamę. Jest wściekły na Eliota, ale ich kłótnię przerywa Shaw, który ich odnalazł i zaczyna ostrzeliwać. Miś, nie zważając na protesty bobrów, chce uciec na drugi brzeg przez koronę zapory. Niedokończona tama wali się, a potężna fala powodziowa spłukuje wszystkich – Bogusia, Eliota, bobry, skunksy, jeżozwierza, stado jeleni, kaczory, zające i kłusownika – w dół rzeki, w samo serce terenów łowieckich.
Zwierzęta są zdenerwowane na Bogusia za to, że wywołał powódź i zmył je wprost pod lufy myśliwych. Grizzly zrzuca całą winę na Eliota – nigdy nie znalazłby się w lesie, gdyby nie jelonek i jego pomysły. Odchodzi, samotnie szukając drogi do miasteczka, gdy jest deszczowo i burzliwie. Zrezygnowane zwierzęta rozchodzą się.
Nocą trafia do leśnej chatki, której ściany obwieszone są głowami upolowanych zwierząt. Okazuje się, że to siedziba Shawa. Bogusiowi w ostatniej chwili udaje się uciec przed goniącym go, uzbrojonym w karabin i wielki nóż, kłusownikiem.
Dociera w okolice miasteczka w chwili, gdy drogą do lasu pędzi kawalkada samochodów, wiozących myśliwych. Otwarcie sezonu łowieckiego zacznie się jutro o świcie. Miś decyduje się jednak wrócić po Eliota i ukryć go w garażu. Chętnych do szukania schronienia jest jednak o wiele więcej – wszystkie zwierzęta spłukane przez powódź. Boguś oczami wyobraźni widzi pękający w szwach garaż; w dodatku droga do miasteczka jest już odcięta przez obozowisko myśliwych. Zwierzęta są zrozpaczone i załamane. Zdesperowany Boguś nie chce się jednak łatwo poddać, przeprasza zwierzęta za zawalenie tamy, a następnie postanawia poprowadzić swych nowych znajomych do walki z myśliwymi. Nieoczekiwane wsparcie dostaje od Mc Squizzy’ego, herszta agresywnych wiewiórek. Korzystając z chwilowej nieobecności Boba i Bobbie, zwierzęta rozbierają ich kamper na części i zabierają wszystko, co się da. Kabanos, mający dość kanapowego życia, przyłącza się do bojowników.
Rankiem na myśliwych spada najpierw atak z powietrza – skunksy unoszone przez kaczory opylają wszystkich swoją śmierdzącą wydzieloną – potem szarża jeleni, natarcie reszty zwierząt zbrojnych w zabrane z kampera łyżki, widelce, chochelki i inne utensylia, zaś z drzew wiewiórki obrzucają ich cięższymi przedmiotami. Blachy z rozebranego samochodu służą jako tarcze, osłaniające przed kulami. Kontratak myśliwych załamuje się pod ostrzałem widelców z nabitymi płonącymi podpałkami do grilla; pociski wystrzeliwane są z proc, zrobionych z majtek i biustonoszy, rozpiętych między jelenimi rogami. Na koniec Mc Squizzy poleca kaczkom podrzucić do samochodów myśliwych butlę gazową. Eksplozja sukcesywnie niszczy kolejne terenówki. Myśliwi w panice uciekają do miasteczka. Jeden z nich dzwoni z komórki do szeryfa o pomoc. Zdumieni Gordy i Beth obserwują na wyświetlaczu Bogusia, łojącego myśliwym skórę. Beth postanawia polecieć na miejsce i mimo wszystko zabrać misia z powrotem do siebie.
Zwierzęta wiwatują. W tym jednak momencie ponownie pojawia się Shaw. Następnie za wszelką cenę chce zabić Bogusia. Strzał z procy w ostatniej chwili wytrąca mu z rąk karabin. Walczą wręcz; Shaw nożem, Boguś wykradzionym z kampera kijem golfowym. Kłusownikowi udaje się odzyskać karabin. Eliot, nie mając pod ręką żadnego pocisku, sam się wystrzeliwuje z procy. Uderza w karabin, pada strzał. Boguś jest przekonany, że jeleń zginął, ratując mu życie. Budzi się w nim żądny zemsty dziki niedźwiedź. Obala Shawa, wiąże go w precelek jego własnym karabinem. Na szczęście Eliot tylko stracił na chwilę przytomność; złamał też drugi ze swych rogów. Wszystkie zwierzęta biorą odwet na swym prześladowcy, bijąc unieruchomionego kłusownika, czym popadnie, polewając miodem i posypując piórami. Wreszcie Shaw uwalnia się i w panice ucieka w las.
Nad pobojowiskiem pojawia się helikopter Beth. Namawia Bogusia do powrotu, ten jednak nie chce porzucić swych nowych przyjaciół. Żegnają się, Beth wraca do miasta. Eliot jest rozczarowany – liczył na wygodne życie w garażu, a przynajmniej na regularne dostawy batoników. Wkrótce jednak przyznaje Bogusiowi rację – lepiej jest żyć z przyjaciółmi w lesie, tym bardziej, że teraz nikt mu nie będzie przeszkadzał w spotkaniach z Gizelą.
Uciekający Shaw, wciąż oblepiony miodem i piórami, wpada pod koła szkieletu kampera, którym Bob i Bobbie wracają do domu. Budzi się przywiązany na dachu. Bob i Bobbie wzięli jego dziwacznie wyglądającą postać za poszukiwanego przez siebie Homusa Skoczusa i wywożą gdzieś w dal. Shaw nie jest w stanie uciec, bo krzyczy, a kamera zmierza w kierunku jego ust i pojawią się napisy końcowe.

## Obsada
- Martin Lawrence – grizzly Boguś
- Ashton Kutcher – jeleń Eliott
- Debra Messing – gajowa Beth
- Gary Sinise – kłusownik Shaw
- Billy Connolly – wiewiórka McSquizzy
- Jane Krakowski – łania Gizela
- Jon Favreau – bóbr Reilly
- Patrick Warburton – jeleń Ian

## Wersja polska
Opracowanie wersji polskiej: Start International Polska

Reżyseria: Joanna Wizmur

Dialogi polskie: Bartosz Wierzbięta

Teksty piosenek: Tomasz Robaczewski

Dźwięk i montaż: Janusz Tokarzewski

Kierownictwo muzyczne: Marek Klimczuk

Kierownik produkcji: Elżbieta Araszkiewicz

W wersji polskiej udział wzięli:
- Jarosław Boberek – Niedźwiedź Boguś
- Dariusz Toczek – Jelonek Eliot
- Joanna Węgrzynowska-Cybińska – Beth
- Aneta Todorczuk-Perchuć – Gizela
- Wojciech Paszkowski – Shaw
- Andrzej Chudy – Bóbr Rysiek
- Jarosław Domin – Jeżozwierz Koleżka
- Agnieszka Matysiak – Skunksica Maria
- Joanna Wizmur – Skunksica Róża
- Zbigniew Suszyński – Jamnik Kabanos
- Janusz Zadura – Kaczor Sergiej
- Jan Kulczycki – Szeryf Gordy
- Grzegorz Pawlak – Wiewiórka Mc Squizzy
- Paweł Galia – Kaczka Deni
- Mirosława Krajewska – Bobbie
- Jacek Mikołajczak – Jeleń Ian

oraz:
- Anna Apostolakis
- Izabela Dąbrowska
- Artur Kaczmarski
- Jacek Kopczyński
- Miłogost Reczek
- Sebastian Cybulski
- Grzegorz Drojewski
- Cezary Kwieciński
- Krzysztof Szczerbiński
- Kajetan Lewandowski
- Paweł Szczesny

## Soundtrack
| #  | Piosenka                       | Wykonawca       |
| -- | ------------------------------ | --------------- |
| 1  | "Meet Me In The Meadow"        | Paul Westerberg |
| 2  | "Love You In The Fall"         | Paul Westerberg |
| 3  | "I Belong"                     | Paul Westerberg |
| 4  | "I Wanna Lose Control (Uh Oh)" | Deathray        |
| 5  | "Better Than This"             | Paul Westerberg |
| 6  | "Wild Wild Life"               | Talking Heads   |
| 7  | "Right to Arm Bears"           | Paul Westerberg |
| 8  | "Good Day"                     | Paul Westerberg |
| 9  | "All About Me"                 | Paul Westerberg |
| 10 | "Wild As I Wanna Be"           | Deathray        |
| 11 | "Whisper Me Luck"              | Paul Westerberg |
| 12 | "I Belong" (Reprise)           | Pete Yorn       |
| 13 | "Wild As I Wanna Be"           | Paul Westerberg |